# Liste der Baudenkmäler im Westviertel (Essen)
Die Liste der Baudenkmäler im Westviertel (Essen) enthält die denkmalgeschützten Bauwerke auf dem Gebiet von Essen-Westviertel, Stadtbezirk I, in Nordrhein-Westfalen (Stand: Januar 2016). Diese Baudenkmäler sind in der Denkmalliste der Stadt Essen eingetragen; Grundlage für die Aufnahme ist das Denkmalschutzgesetz Nordrhein-Westfalen (DSchG NRW).

| Bild                                    | Bezeichnung                                                    | Lage                                                                          | Beschreibung | Bauzeit   | Eingetragen seit   | Denkmal- nummer |
| --------------------------------------- | -------------------------------------------------------------- | ----------------------------------------------------------------------------- | --- | --------- | ------------------ | --------------- |
| weitere Bilder                          | Krupp’sches Denkmal (Tiegelgussdenkmal)                        | Altendorfer Str./bei HNr. 104 Karte                                           | 1935 im Auftrag von Gustav Krupp von Bohlen und Halbach und Bertha Krupp vom Berliner Bildhauer Artur Hoffmann entworfen und erst 1952 errichtet | 1952      | 13. September 1990 | 606             |
| Krupp-Reparaturwerkstatt II (Halle 5–7) | Krupp-Reparaturwerkstatt II (Halle 5–7)                        | Altendorfer Straße / Thea-Leymann-Straße 23/hinter Altendorfer Straße 1 Karte | heute Weststadthalle; darin das am 20. Oktober 2011 eröffnete Jugendzentrum des Jugendamtes Essen und die Folkwang-Musikschule                   | um 1901   | 24. August 2000    | 360             |
| weitere Bilder                          | Krupp: VIII. Mechanische Werkstatt, Geschossdreherei, Ringbahn | Altendorfer Straße 1/3a / Berliner Platz 9 Karte                              | heute Colosseum Theater | 1900–1901 | 23. November 1989  | 527             |
| weitere Bilder                          | ehem. Press- und Hammerwerk Ost, Krupp                         | Altendorfer Straße 2 Karte                                                    | beherbergte die größte Schmiedepresse der Welt (nach dem Krieg demontiert), 1992 zum Parkhaus eines Möbelhauses umgestaltet                      | 1915–1917 | 13. September 1990 | 605             |
| Erinnerungsmal Berliner Bär             | Erinnerungsmal Berliner Bär                                    | Berliner Platz Karte                                                          | Bildhauer: Herbert Lungwitz | 1959      | 15. September 2016 | 973             |